# Pablo Fanque

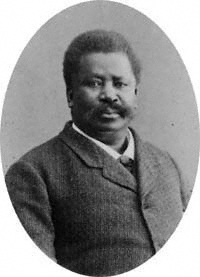
Pablo Fanque

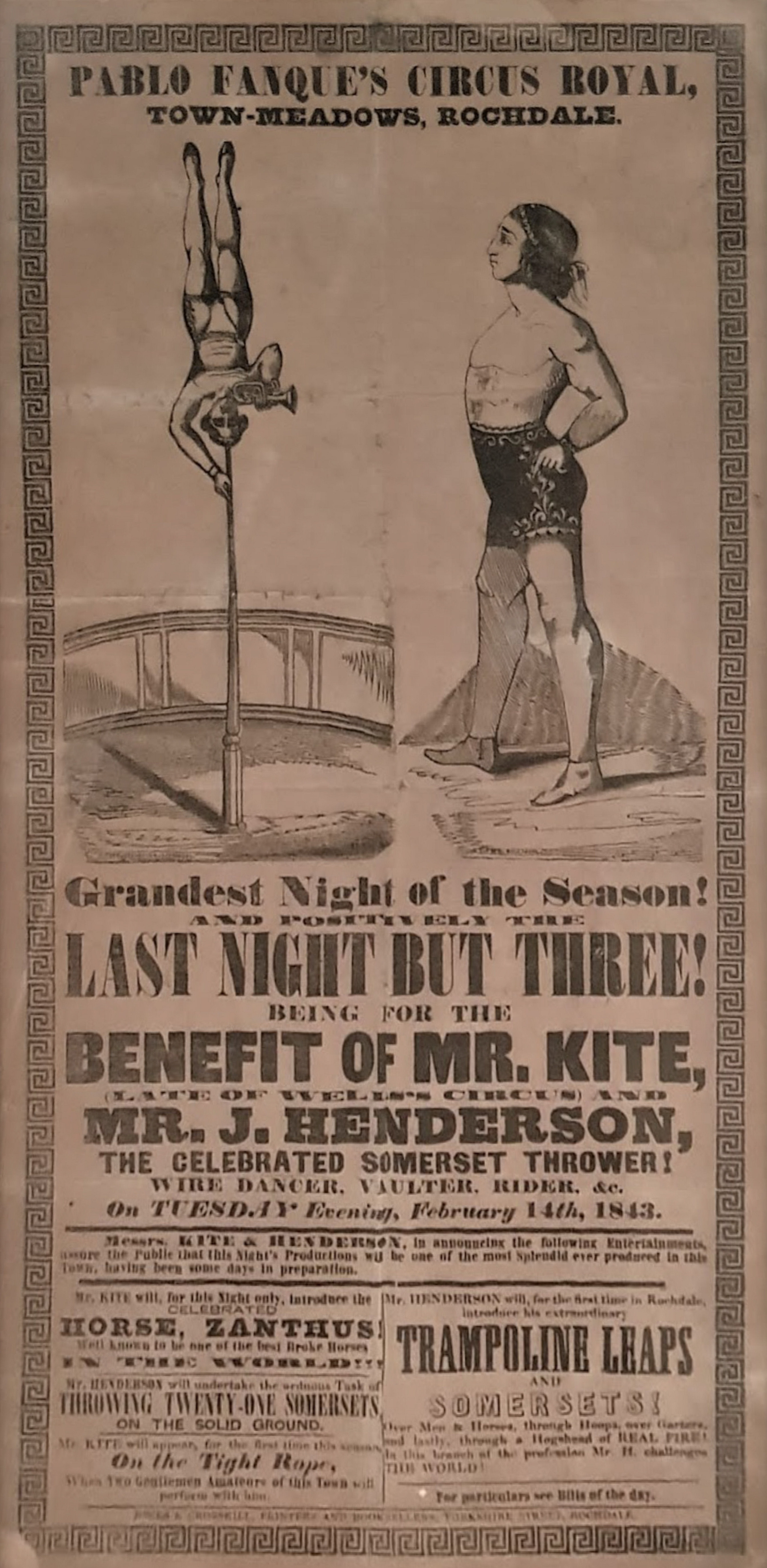
Plakat für Pablo Fanques Zirkus, das John Lennon inspirierte; es handelt sich um das Originalplakat aus Lennons Besitz.

Pablo Fanque (eigentlich William Darby; * 1796 in Norwich; † 4. Mai 1871 in Stockport) war der erste schwarze Zirkusdirektor in Großbritannien.

## Leben
Fanque, der bereits im Kindesalter zum Waisen geworden war, wurde von William Batty ausgebildet, dem Direktor eines Wanderzirkusses. Er wurde ein vorzüglicher Kunstreiter, Seiltänzer und Akrobat und schloss sich der seinerzeit berühmten Zirkustruppe von Andrew Ducrow an.
1834 kehrte er zu Batty zurück, verließ aber 1841 Battys Truppe wieder und gründete in Wakefield einen eigenen Zirkus, der in den folgenden sechs Jahren für seine herausragenden Pferdedressuren mit besonders auserlesenen Tieren bekannt wurde.
Im Jahre 1847 trat Fanque erstmals in London auf; seine Vorstellungen waren äußerst erfolgreich und wurden von der London Illustrated News mit den Worten beschrieben:
Mr. Pablo Fanque ist ein farbiger Artist, und kein anderes Pferd übertrifft sein Ross oder kommt ihm gleich. Mr. Pablo Fanque war die Sensation des Abends.
Nach seinen Erfolgen in London ließ Fanque sich mit seinem Zirkus in Manchester nieder, wo er stets vor ausverkauftem Haus auftrat. Er unternahm zudem zahlreiche Tourneen, bei denen er gemeinsam mit seinen Kindern mit den bekanntesten Zirkusartisten seiner Zeit zusammenarbeitete.

## Wissenswertes
Der Text eines 1843 gedruckten Werbeplakats für Fanques Zirkus inspirierte John Lennon zu dem Lied Being for the Benefit of Mr. Kite!, das 1967 auf der Beatles-LP Sgt. Pepper’s Lonely Hearts Club Band veröffentlicht wurde.